# 因果

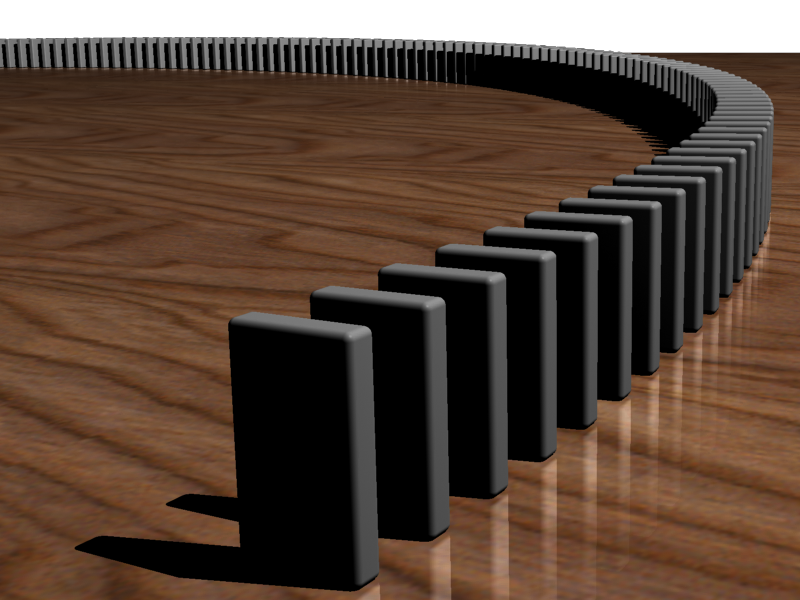
ドミノ倒し。仏教では「AによってBが生ずる」と因果性を説く（縁起）

因果（いんが）は、原因と結果を意味する用語。仏教用語として用いられる場合は業(カルマ)論と関連せしめられて自己の境遇に関する因果関係として語られる。時代の関係を考慮し、ヴェーダ、仏教の順で解説する。
因果は　転じて原因と結果のことを指すようになった。
ある事象を惹起させる直接的なもとと、それによってもたらされた事象。一般には、事象Aが事象Bをひき起こすとき、AをBの原因といい、BをAの結果という。このとき、AとBの間には因果関係があるという。
また果報（かほう）とは、過去の行為を原因として、現在に結果として受ける報いのこと。因に対する果、業に対する報に由来する。

## ヴェーダやバラモン教における説明

### 因中有果（いんちゅううか）
正統バラモン教の一派に、この世のすべての事象は、原因の中にすでに結果が包含されている、とするものがある。

## 仏教における説明
仏教における因果（いんが, hetu-phala）は、因縁（梵, 巴: hetu-pratyaya）と果報 （Vipāka）による熟語。仏教では、一切の存在は本来は善悪無記であると捉え、業に基づく輪廻の世界では、苦楽が応報すると説かれている。一切は、直接的要因（因)と間接的要因（縁）により生じるとされ、「無因論」「神による創造」などは否定される。
また、「原因に縁って結果が起きる」という法則を縁起と呼ぶ。縁起の解釈は流派によって異なり、「縁起説」とも呼ばれている。善因には善果、悪因には悪果が訪れるという業の因果の法則が説かれている。

世尊告曰 ...

　　假令經百劫　所作業不亡

　　因縁會遇時　果報還自受

世尊は言った。仮令（たとい）百千劫を経とも、所作の業は亡ぜず。因縁会遇の時には、果報還って自ら受く。
—大正新脩大蔵経, 根本説一切有部毘奈耶
仏教において因果は次のように説かれる。
- 善因楽果（ぜんいんらっか）…善が楽をうむ（善因善果ともいう[8]）
- 悪因苦果（あくいんくか）…悪が苦をうむ（悪因悪果ともいう[8]）

因は善あるいは不善（悪）であり、果は楽であれ苦であれ無覆無記となることについて、因から果が異なって熟することを異熟果と呼ぶ。因果を否定する見解を、釈迦は邪見だと断じている
単純に「善因楽果・悪因苦果」について“善いことをすれば良いことが起こり、悪いことをすれば悪いことが起こる”と解説される場合があるが、因と果は、数えきれないほどの過去における生を想定する概念であるために、その機序は複雑であり、今生の因が今生で果となるとは限らない。また、「良いことをすれば思い通りのことが起きる」という独自な教えを説く団体もあるが、厳密には正確な解釈ではない。

### 過去現在因果経

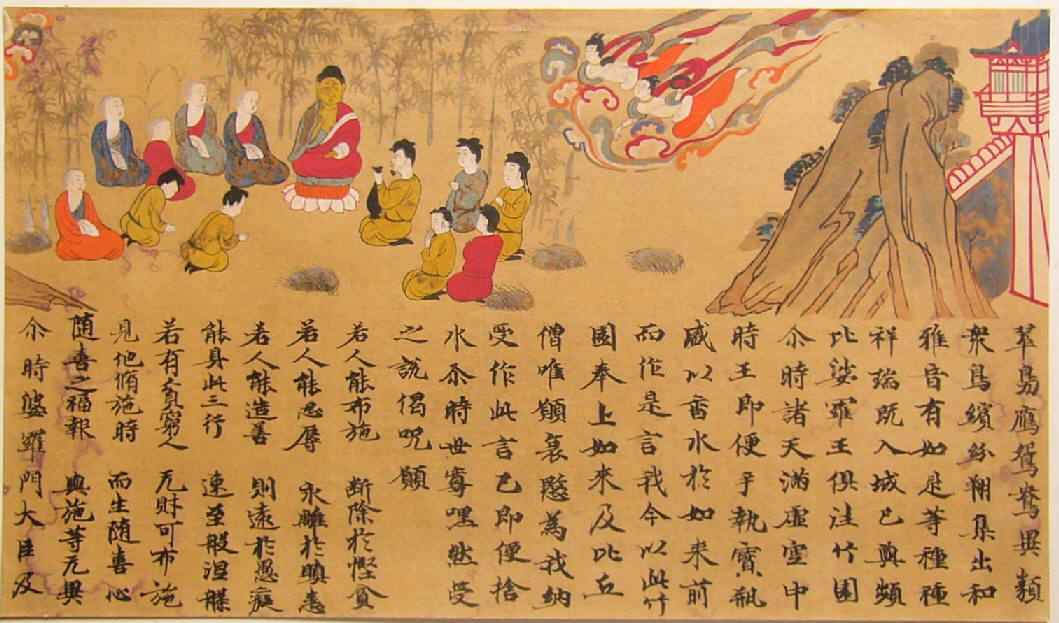
挿絵のついた『過去現在因果経』（8世紀、日本）

『過去現在因果経』は、5世紀に求那跋陀羅（ぐなばつだら）によって漢訳された全4巻の仏伝経典で、釈迦の前世の善行（本生譚、ジャータカ）と現世での事跡（仏伝）を記し、過去世に植えた善因は決して滅することなく果となって現在に及ぶことを説いている。

### 六因五果論
阿毘達磨倶舎論では、以下の六因五果論が提出された。
- 六因 - 能作因, 倶有因, 同類因, 相応因, 遍行因, 異熟因
- 五果 - 増上果, 士用果, 等流果, 異熟果, 離繫果

### 因果応報
Yādisaṃ vapate bījaṃ tādisaṃ harate phalaṃ,
Kalyāṇakārī kalyāṇaṃ pāpakārī ca pāpakaṃ,
人が持ち去る作物は自分が蒔いた種によるものです。

そのように善行為をした人は善果を、悪行為をした人は悪果を得るのです。
—パーリ仏典,  相応部 帝釈相応, 11.10, Sri Lanka Tripitaka Project
まだ悪果が熟しないあいだは、悪人でも幸運に遭うことがある。

しかし悪果が熟したときは、悪人は災いに遭う。
一切が、自らの原因によって生じた結果や報いであるとする考え方を、因果応報と呼ぶ。
「善い行いが幸福をもたらし、悪い行いが不幸をもたらす」といった考え方自体は、仏教に限ったものではなく、世界に広く見られる。ただし、仏教では、過去生や来世（未来生）で起きたこと、起きることも視野に入れつつこのような表現を用いているところに特徴がある。
もともとインドにおいては、沙門宗教やバラモン教などさまざまな考え方において広く、業と輪廻という考え方をしていた。つまり、過去生での行為によって現世の境遇が決まり、現世での行為によって来世の境遇が決まり、それが永遠に繰り返されている、という世界観、生命観である。
仏教においても、この「業と輪廻」という考え方は継承されており、業によって衆生は、「地獄、餓鬼、畜生、修羅、人、天」の六道（あるいはそこから修羅を除いた五道）をぐるぐると輪廻しているとする。
仏教が目指す仏の境地、悟りの世界というのは、この因果応報、六道輪廻の領域を超えたところに開かれるものだと考えられた。
修行によって悟ることができない人の場合は、（現世で悟りに至らなくても）善行を積むことで天界に生まれる（=生天）のがよいとされた。

#### 因果応報の受容
インドではもともと業と輪廻の思想が広くゆきわたっていたので、仏教の因果応報の考え方は最初から何ら違和感なく受容されていたが、それが他の地域においてもすんなりと受容されたかと言うと、必ずしもそうではない。
中国ではもともと『易経』などで、家単位で、良い行いが家族に返ってくる、といった思想はあった。だが、これは現世の話であり、家族・親族の間でそのような影響がある、という考え方である。輪廻という考え方をしていたわけではないので、個人の善悪が現世を超えて来世にも影響するという考え方には違和感を覚える人たちが多数いた。中国の伝統的な思想と仏教思想との間でせめぎあいが生じ、六朝期には仏教の因果応報と輪廻をめぐる論争（神滅・不滅論争）が起きたという。
とはいうものの、因果応報はやがて、六朝の時代や唐代に小説のテーマとして扱われるようになり、さらには中国の土着の宗教の道教の中にもその考え方が導入されるようになり、人々に広まっていった。
日本では、平安時代に『日本霊異記』で因果応報の考え方が表現されるなどし、仏教と因果応報という考え方は強く結びついたかたちで民衆に広がっていった。現在、日本の日常的なことわざとしての用法では、後半が強調され「悪行は必ず神仏に裁かれる」という意味で使われることが多い。ただ、『日本霊異記』においての因果応報という考えも輪廻との関わりよりも、現在世というただ一世での因果を強調しているという事実も見逃すことはできない。

## 関連文献
- 丸山勇『ブッダの旅』岩波書店〈岩波新書〉、2007年4月20日。ISBN 978-4004310723。
- 神塚, 淑子「霊宝経と初期江南仏教--因果応報思想を中心に」『東方宗教』第91号、日本道教学会、1998年5月、1-21頁、NAID 40002637326。
- 西本, 陽一「上座仏教における積徳と功徳の転送:北タイ「旧暦12月満月日」の儀礼」『金沢大学文学部論集. 行動科学・哲学篇』第27巻、金沢大学文学部、2007年3月25日、81-98頁、ISSN 1342-4262、NAID 110006311674。
- アルボムッレ・スマナサーラ『無我の見方』（kindle）サンガ、2012年。ISBN 978-4905425069。
- アルボムッレ・スマナサーラ『Power up Your Life　力強く生きるためにブッダが説いたカルマの法則』（Kindle）サンガ、2014年。ISBN 978-4904507230。